# HD24188
HD24188 — хімічно пекулярна зоря спектрального класу A0, що має видиму зоряну величину в смузі V приблизно  6,3.
Вона  розташована на відстані близько 463,3 світлових років від Сонця.

## Фізичні характеристики
Телескоп Гіппаркос зареєстрував фотометричну змінність  даної зорі з періодом    2,23 доби в межах від  Hmin= 6,24 до  Hmax= 6,20.

## Пекулярний хімічний вміст
Зоряна атмосфера HD24188 має підвищений вміст 
Si
.